# (5276) Gulkis
(5276) Gulkis – planetoida z pasa głównego asteroid okrążająca Słońce w ciągu 4 lat i 60 dni w średniej odległości 2,59 j.a. Została odkryta 1 kwietnia 1987 roku. Przed nadaniem nazwy planetoida nosiła oznaczenie tymczasowe (5276) 1987 GK.